# Ólafur Brynjúlfsson
Ólafur Brynjúlfsson war ein isländischer Geistlicher, der im Jahre 1760 die Eddahandschrift NKS 1867 4to, eine isländische Abschrift der Snorra-Edda, geschrieben und illustriert hat.